# Бирюльки (деревня)
 Бирюльки  — деревня в Лесном муниципальном округе Тверской области.

## География
Находится в северо-восточной части Тверской области на расстоянии приблизительно 19 км по прямой на юг-юго-запад по прямой от районного центра села Лесного на северном берегу озера Лашковское.

## История
Деревня была отмечена уже на карте Менде (состояние местности на 1848 год). В 1859 году здесь (деревня Вышневолоцкого уезда Тверской губернии) было учтено 13 дворов. До 2019 года входила в состав ныне упразднённого Сорогожского сельского поселения.

## Население
Численность населения: 102 человека (1859 год), 14 (русские 100 %) в 2002 году, 1 в 2010.